# На спомин 50-х роковин смерти Тараса Шевченка
На спомин 50-х роковин смерти Тараса Шевченка — збірник матеріалів про Шевченківські свята у Москві з нагоди 50-х роковин смерті Тараса Григоровича Шевченка.

## Історія появи книги «На спомин 50-х роковин смерти Тараса Шевченка» і її копії
«Значення книги „На спомин 50-х роковин смерти Тараса Шевченка“ епохальне. Особливо з погляду сучасних російсько-українських політичних і культурних спілкувань» — вважає професор Володимир Антофійчук.
Видав цю книгу «Комітет по упорядкуванню Шевченківських свят» в Москві у 1912 році.
Мовою численних документів видання розповідає про ретельність підготовки та масштабність проведення заходів, які проходили 26 лютого й упродовж всього березня 1911 року в Москві з нагоди 50-х роковин від смерті Тараса Шевченка.
Заходи організувала наукова і літературно-мистецька громадськість Москви як вияв великої шани до українського поета, який перебував у місті в 1844, 1845, 1858 та 1859 роках і зустрічався з Михайлом Щепкіним, Осипом Бодянським, Михайлом Максимовичем, Аполлоном Мокрицьким, Сергієм Аксаковим та багатьма іншими культурно-громадськими діячами. Про ці зустрічі Тарас Шевченко залишив теплі спогади в своєму «Щоденнику».
За задумом оргкомітету, до складу якого увійшли академік Федір Корш (голова), професор Московського університету Володимир Вернадський, професор Лазаревського інституту східних мов Агатангел Кримський, історик мистецтва Олексій Новицький, юрист Сергій Хвостов (секретар) ті ін., до програми було включено поминальну відправу, відкриття виставки, ранкове і вечірнє засідання урочистого зібрання, на яких з привітаннями і науковими доповідями виступали представники громадсько-культурних товариств, діячі науки та мистецтва, а також зачитувались вітальні адреси й телеграми, надіслані з Галичини й Буковини, Санкт-Петербурга й Києва, Чернігова, Катеринослава.
Ювілейні події, про які розповідає книга, сприяли передусім усебічному науковому осмисленню літературної і малярської спадщини українського генія, налаштовували на об'єктивне розуміння його діяльності не тільки в національному, а і в світовому вимірі.
Всі основні матеріали книги представлені одночасно двома мовами: російською та українською.
Книга «На спомин 50-х роковин смерти Тараса Шевченка», яка має виняткове наукове й пізнавальне значення, давно стала раритетом, рідкісним виданням навіть академічних бібліотек, а тому Чернівецьке обласне об'єднання Всеукраїнського товариства «Просвіта» імені Тараса Шевченка взяло на себе місію її фототипічного перевидання
Це стало можливим, перш за все, завдячуючи власникові оригіналу книги, відомому громадсько-культурному діячеві Буковини Івану Снігуру.
В 1963 році, перебуваючи у Ленінграді на курсах професійної перепідготовки при училищі прикладного мистецтва імені Мухіної, І. Снігур відвідував пункти по прийому металобрухту і макулатури, де серед макулатури деколи зустрічалися дуже цікаві книги, і там до його рук потрапила, серед інших рідкісних видань про Шевченка, і книга «На спомин 50-х роковин смерті Тараса Шевченка». За отримання цієї книги йому прийшлось попрацювати вантажником.
Упорядником фототипічного перевидання книги був заслужений працівник культури України, історик театру Тадей Сулятицький.
Наклад книги — 500 примірників.
Книга перевидана до 150-х роковин від дня смерті Тараса Григоровича Шевченка в чернівецькому видавництві при спонсорській допомозі і підтримці обласного керівництва і приватних осіб.

## Зміст книги
Частина перша
- Від Редакційної комісії
- Шевченківські дні в Москві (С. Хвостов)[3];
- Шевченко народний поет (граф Де-ла-Барта);
- Шевченко серед поетів слов'янства (Федір Євгенович Корш);
- Мотиви поезії Т. Г. Шевченка (А. Калишевський);
- Шевченко, як живописець (Олексій Петрович Новицький);
- Свято Тараса в Москві в 1891 р. (А. Кримський);
- Спомин про старшого боярина Тараса Шевченка на весіллі Пантелеймона Куліша і Олександри Куліш в 1847 р. (Лист Г. Барвінок);
- Висока могила (ф. Коломійченко);
- Бібліографія. Московські газети від 26 лютого 1911 року і журнали з ювілейними статтями і малюнками (І. А. Білоусова).

Частина друга
- Адреса і привітання, виголошені на святковому зібранні 26 лютого посередництвом спеціальних депутацій;
- Листовні привітання, отриманих Комітетом до дня урочистого зібрання 26 лютого;
- Телеграми;
- Грошовий звіт про витрати на організацію Шевченківських торжеств.